# Benoît Ribadeau-Dumas
Pour les articles homonymes, voir Ribadeau-Dumas et Dumas.
Benoît Ribadeau-Dumas, né le 10 juin 1972 à Neuilly-sur-Seine, est un haut fonctionnaire et industriel français.

## Biographie

### Origine et formation
Né d'un père avocat, Benoît Ribadeau-Dumas passe son enfance dans le 7e arrondissement de Paris,.
Après son baccalauréat scientifique, il intègre maths-spé au lycée Louis-le-Grand, puis l'École polytechnique.

### Carrière
En 1997, il sort major de l'École nationale d'administration (promotion Marc-Bloch) dans laquelle se trouve également Édouard Philippe, et commence sa carrière de haut fonctionnaire au Conseil d'État.
De 2002 à  2004, il occupe le poste de  conseiller technique, chargé de la réforme de l'État et de la décentralisation sous le gouvernement Jean-Pierre Raffarin.
Ensuite, il rejoint le groupe électronique Thales en tant que directeur du développement, puis directeur pour l'Europe de Air Traffic Management Systems en 2006, et Directeur Général de Thales Underwater Systems en 2009. Il travaille ensuite pendant 5 ans dans le groupe parapétrolier CGG. En septembre 2015, il rejoint le groupe Zodiac Aerospace en tant que Directeur Général de la branche Aerosystems,,.Il démissionne du Conseil d'État le 23 novembre 2016.

### Rémunération
Benoit Ribadeau Dumas était directeur de la branche Aerosystems de l'industriel Zodiac Aerospace, ainsi que membre du Directoire. À ce titre, il touchait une rémunération annuelle fixe de 223 611€, comme mandataire social. Différentes options de performance (stock options) lui étaient attribuées gratuitement : 20 000, à hauteur d'approximativement 20 euros par action (selon pdf publié par l'entreprise). Du fait de son départ pour la direction de Matignon, et donc de la rupture de son mandat, Benoit Ribadeau Dumas ne les a pas touchées. Sur les années 2016 et 2017, il touchera respectivement 486 291€ et 441 225€ (pages 49-50). En complément, il a également racheté son véhicule de fonction. Son salaire à Matignon sera largement inférieur à sa précédente fonction.

### Directeur de cabinet du Premier ministre
En mai 2017, Benoît Ribadeau-Dumas est nommé directeur de cabinet du nouveau premier ministre, Édouard Philippe. Fin 2018, il est critiqué par une partie de la majorité présidentielle, au même titre qu'Alexis Kohler, pour représenter la technocratie éloignée de la réalité de la vie des Français, notamment par les Gilets jaunes. La presse le décrit comme un homme à la fois craint et détesté pour sa rigidité  mais également très droit, travailleur et intelligent. Dans l'entourage de Matignon, on le surnommerait "Le Vatican".
Dans le contexte de l'épidémie de maladie à coronavirus, il milite pour le maintien du premier tour des élections municipales de 2020, finalement décidé par Emmanuel Macron.

### Après Matignon
À partir de l'été 2020, cédant sa place à Matignon et déclinant la proposition de devenir ministre, il est d'abord pressenti pour devenir directeur général d'Engie. Il est finalement nommé directeur général du réassureur Scor pour succéder à Denis Kessler, mais le processus de succession est interrompu à la suite du retrait anticipé de Denis Kessler de son mandat, alors que Benoît Ribadeau-Dumas ne remplit pas encore les conditions fixées par l’Autorité de Contrôle Prudentiel et de Régulation (ACPR) pour prendre la tête d’une compagnie d’assurance.
En février 2022, Benoit Ribadeau-Dumas rejoint la société d’investissement Exor comme associé. Il devient un an plus tard administrateur de Stellantis et d'Iveco, deux entreprises détenues en partie par la famille Agnelli via Exor.

## Distinction
- Chevalier de la Légion d'honneur (31 décembre 2021)[23]